# Elfstedenronde
Die Elfstedenronde (ndl., dt.: Elfstädterunde) ist ein belgisches Straßenradrennen mit Start und Ziel in Brügge.
Das Eintagesrennen wurde erstmals 1943 ausgetragen. Nach einer Unterbrechung ab 1975 wurde die Tradition 1987 für drei Jahre wieder aufgenommen. Nach einer weiteren Pause wurde der Wettbewerb 2017 als Rennen der UCI-Kategorie 1.1 in den Kalender der UCI Europe Tour unter dem Namen Bruges Cycling Classic aufgenommen. Im Folgejahr erhielt das Rennen wieder seinen traditionellen Namen.

## Palmarès
| Jahr | Sieger               | Zweiter                              | Dritter                  |          |
| ---- | -------------------- | ------------------------------------ | ------------------------ | -------- |
| 1943 | André Declerck       | Jef Moerenhout                       | Richard Depoorter        |          |
| 1945 | André Maelbrancke    | Marcel Rijckaert                     | Jef Moerenhout           |          |
| 1946 | Sylvain Grysolle     | Albert Sercu                         | Jef Moerenhout           |          |
| 1947 | Désiré Keteleer      | Gustaaf Van Overloop Valère Ollivier |                          |          |
| 1948 | August Van Gaever    | Maurice-andré Deschacht              | René Oreel               |          |
| 1949 | Julien Ardijns       | Albert Ramon                         | Gustave Dillis           |          |
| 1950 | Georges Desplenter   | René Janssens                        | Lode Wouters             |          |
| 1951 | Marcel Kint          | Julien Van Dijcke                    | Wout Wagtmans            |          |
| 1952 | Hilaire Couvreur     | Juul Huvaere                         | Edward Peeters           |          |
| 1953 | Marcel Rijckaert     | Gerard Buyl                          | Henri Denys              |          |
| 1954 | Hilaire Couvreur     | Roger Decock                         | Lucien Mathys            |          |
| 1955 | Karel De Baere       | René Mertens                         | Joseph Plas              |          |
| 1956 | Marcel Rijckaert     | René Mertens                         | Lucien Mathys            |          |
| 1957 | André Noyelle        | Gilbert Scodeller                    | Henri Denys              |          |
| 1958 | Gabriel Borra        | Petrus Oellibrandt                   | Georges Decraeye         |          |
| 1959 | Maurice Meuleman     | Leon Vandaele                        | Jan Van Gompel           |          |
| 1960 | Joop Captein         | Frans Aerenhouts                     | Antoon van der Steen     |          |
| 1961 | Rik Van Steenbergen  | Gustaf Van Vaerenbergh               | Jos Hoevenaers           |          |
| 1962 | Emile Severeyns      | Norbert Coreelman                    | Julien De Pré            |          |
| 1963 | Peter Post           | Armand Desmet                        | Leon Vandaele            |          |
| 1964 | Leon Vandaele        | Alfons Hermans                       | Theo Mertens             |          |
| 1965 | Rik Van Looy         | Gustaaf De Smet                      | Bernard Van De Kerckhove |          |
| 1966 | Arthur De Cabooter   | Walter Godefroot                     | Edward Sels              |          |
| 1967 | Guido Reybrouck      | Arthur De Cabooter                   | Gustaaf De Smet          |          |
| 1968 | Roger Rosiers        | Willy Bocklant                       | Michel Jacquemin         |          |
| 1969 | Leo Duyndam          | Michael Wright                       | Erik De Vlaeminck        |          |
| 1970 | Daniel Van Ryckeghem | Frans Verbeeck                       | Erik De Vlaeminck        |          |
| 1971 | Harry van Leeuwen    | Edouard Verstraeten                  | Noël Van Tyghem          |          |
| 1972 | Hubert Hutsebaut     | Willy Van Neste                      | Guido Reybrouck          |          |
| 1973 | Patrick Sercu        | Freddy Maertens                      | Frans Verbeeck           |          |
| 1974 | Freddy Maertens      | Wilfried Wesemael                    | Walter Godefroot         |          |
| 1987 | Jos Lammertink       | Jozef Lieckens                       | Søren Lilholt            |          |
| 1988 | Roger Ilegems        | Jozef Lieckens                       | Frank Pirard             |          |
| 1989 | Rudy Patry           | Ludwig Willems                       | Rudy Verdonck            |          |
| 2017 | Wout van Aert        | Mathieu van der Poel                 | Lawrence Naesen          |          |
| 2018 | Adam Blythe          | Coen Vermeltfoort                    | Hugo Hofstetter          |          |
| 2019 | Tim Merlier          | Fabio Jakobsen                       | Jasper Philipsen         |          |
| 2020 | abgesagt             | abgesagt                             | abgesagt                 | abgesagt |
| 2021 | Tim Merlier          | Mark Cavendish                       | Sasha Weemaes            |          |
| 2022 | Fabio Jakobsen       | Caleb Ewan                           | Tim Merlier              |          |
| 2023 | Jasper Philipsen     | Caleb Ewan                           | Fabio Jakobsen           |          |
| 2024 | Alexander Kristoff   | Jarne Van de Paar                    | Pierre Barbier           |          |
| 2025 |                      |                                      |                          |          |